# Castell de Medinyà
El Castell de Medinyà és un castell del municipi de Medinyà (Gironès) declarada bé cultural d'interès nacional. És al petit turó on hi ha el nucli antic del terme municipal de la vila, situada a l'extrem nord-oest del massís de les Gavarres.

## Descripció
Actualment el castell és format per diversos edificis que configuren una planta quadrada, apuntada al nord-est, desenvolupada entorn un pati central. La major part d'edificacions responen a reformes realitzades en època moderna i contemporània, adaptant-les als usos i corrents de l'època i on destaca especialment les galeries porticades tant exteriors com interiors, convertint l'antic castell en un gran casal. La major part de l'aspecte actual respon a reformes renaixentistes, neoclàssiques i d'obra popular, amb pràcticament cap element defensiu.
És ben probable que antigament el recinte del castell englobés l'església de Sant Sadurní, d'origen romànic i reconstruïda l'any 1763, així com diverses edificacions existents a tocar de l'església. Es tractaria segurament de part del recinte jussà del castell. De les restes d'aquest recinte de l'antiga fortalesa medieval corresponen a diversos trams de murs a l'exterior de l'actual castell, tant al sector sud-oest com al sud, així com potser la part inferior del campanar de l'església. Segons consta en el volum corresponent de la sèrie editada de Catalunya Romànica, “en el turó que hi ha al costat del lloc on s'alça el castell fins fa pocs anys encara s'hi podien veure els fonaments d'una torre de planta circular, que segurament pertanyia a la fortificació original”.
Del recinte sobirà en roman, a part de possibles murs existents en els actuals edificis, la destacada torre de l'homenatge, situada al sud del recinte, flanquejant la porta d'accés, gòtica, i un mur situat a l'est de la torre. La torre és de planta circular, d'uns 7 metres de diàmetre, de dos pisos i sotacoberta, amb potents murs a la base que assoleixen els 2,5 metres Flanqueja un pas de volta canó, on a sobre hi ha un pis amb una finestra gòtica de permòdols.

## Història

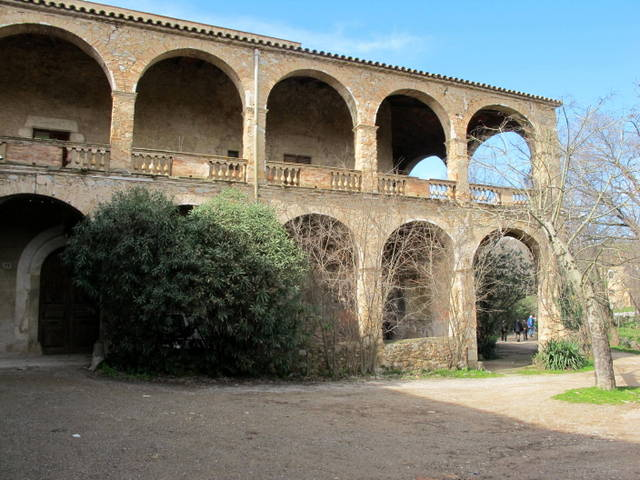
Castell de Medinyà (12 març 2013)

El 1017 el lloc és documentat amb el nom de «Medinianus» i el 1089 és denominat «Sancti Saturnini de Mediniano» en el testament de Dalmau Vidal que llegà un alou que posseïa en aquest indret a la canonja gironina. L'any 1128 el nom Dalmau està documentat al «Liber feudorum maior» (llibre gran dels feus) lligat al nom Medinyà i el 1168 són documentats els nobles Dalmau de Medinyà i Guerau de Medinyà, aquest darrer com a precentor (primatxer) de l'església de Girona. Està documentat que l'any 1305, la família Xetmar succeí al llinatge Medinyà en la senyoria de Medinyà. L'any 1319 Ramon Xetmar va fer un homenatge al bisbe de Girona per raó del quart del delme de les parròquies de Cornellà de Terri, Sords i part del delme de Santa de Maria de Ginestar. El 1328, l'Infant Joan va vendre a Francesc de Santcliment diverses jurisdiccions entre elles la de Medinyà. La família Xetmar va posseir més tard el castell de Cornellà, i els feus de Cervià de Ter i l'Armentera. Cal destacar que també posseïen el Castell de Tudela (Sant Gregori).
En aquesta època trobem també el cognom Xetmar associat a les poblacions de Beuda, Cartellà i Torrent. El 1359 el Castell de Medinyà i Santa Fe de Medinyà d'en Xatmar figuren en el fogatjament dimanant de les corts de Cervera, i el 1410 Ramon Xetmar, senyor de Medinyà, era conseller de la "Unitat". Bernat Gabriel Xetmar, senyor de Medinyà, l'any 1462, fou defensor en el Setge de la Força Vella de Girona (guerra dels remences) i el mateix any va ser nomenat capità. Un cosí seu, Francesc de Xetmar i de Juià, nascut al castell de Medinyà, va ser abat del monestir de Sant Esteve de Banyoles. Junts van defensar el monestir contra el comte de Pallars (1463). Poc després l'abat Xetmar va ser capturat a Borgonyà. Els habitants de Banyoles hagueren de vendre les joies de Santa Maria dels Turers per pagar el seu rescat de 200 florins. A la seva mort, va ser enterrat a la galeria nord del monestir de Sant Esteve de Banyoles.
El 1503 era senyor del castell de Medinyà Ramon Xetmar casat amb Isabel d'Agullana. Ramon Xetmar ajudà i emparà Joan de Camós i al fill d'aquest, Bernat, en la lluita de bàndols que sorgí entre els Camós i Miquel de Cartellà. El 19 de juliol de 1599 Ramon Xetmar i de Cardona va obtenir el privilegi de noble del Principat de Catalunya i el 1698 Medinyà era lloc reial. El 1705 és documentat un plet que Maria Xetmar i de Meca vídua del noble Ramon Xetmar i de Foixà, va tenir amb un matrimoni de Cervià i el 1708 Ramon Xetmar i Meca fou nomenat primer comte de Cervià per gràcia de l'arxiduc pretendent Carles d'Àustria. Es produeix un canvi de llinatge quan, en morir Josep Xetmar i de Pinós, el succeeix el seu nebot Josep, fill de la germana Cayetana i del seu segon marit Josep de Fonsdeviela III, marquès de la Torre.
Durant la Guerra Civil Espanyola (1936-1939) el castell fou ocupat per l'exèrcit republicà, primerament per un destacament d'un caporal i quatre soldats i amb la retirada, durant pocs dies, per l'estat major de la base de sanitat. Acabada la guerra s'hi instal·laren 1.000 presoners de l'exèrcit republicà que dormien a les golfes del castell i a les de l'església. Aquests fets deixaren el castell en un estat deplorable i significaren la pèrdua de diferents objectes d'especial valor i de l'arxiu. El 18 de juliol de 1940 una forta pedregada va malmetre les teules. Amb el pas del temps els cairats cediren lentament i s'enfonsaren la major part dels teulats. La reconstrucció es va fer en dues etapes. Primerament s'arreglaren els teulats principals i l'any 1964 es cobriren de nou les galeries i es renovà l'estructura interior. Amb jardins ben cuidats tot el conjunt recobrà vida novament. Actualment la família Fonsdeviela, marquesos de la Torre, són els propietaris del castell.